# Sanitätsmateriallager
Ein Sanitätsmateriallager (SanMatLgr) ist eine militärische Liegenschaft, die Arzneimittel und Medizinprodukte für die Bundeswehr lagert.
Ein Sanitätsmateriallager wird von einem Stabsapotheker oder Oberstabsapotheker geführt. Die Bundeswehr hat aktuell zwei Sanitätsmateriallager im westfälischen Epe und in der Spreewald-Kaserne im Ortsteil Krugau der Gemeinde Märkische Heide in Brandenburg.
Vorgänger der Sanitätsmateriallager waren Sanitätsdepots und Sanitätshauptdepots der Bundeswehr. In einem Sanitätsdepot wurden nur Verbandsmaterial, Medikamente und Sanitätsgeräte gelagert, im Sanitätshauptdepot auch Sanitätsgeräte instand gesetzt.
Der Standort Gronau-Epe durchlief eine Transformation zum Sanitätshauptdepot und war dem Materialdepot Ochtrup zugeordnet, Krugau dem Materialdepot Müritz. Anfang 2006 erfolgte die Umgliederung in das Sanitätsmateriallager Epe. Anfang 2016 wechselte die Unterstellung zum Bundeswehrdepot West in Mechernich. Das Lager in Krugau untersteht dem Bundeswehrdepot Ost.
Ein großer Teil dieser Einrichtungen wurde in den 1990er und 2000er Jahren geschlossen (Neugablonz (2005), Efringen-Kirchen (2007), Sanitätshauptdepot Lorch-Rheingau (2008), Euskirchen und Bramstedtlund (2017)). Die Einrichtungen in Blankenburg (Harz) und Quakenbrück wurden gemeinsam mit einer Einrichtung in Pfungstadt in Versorgungs- und Instandsetzungszentren Sanitätsmaterial umgewandelt. Zusätzlich existierende Sanitätsmaterialaußenlager (u. a. vom Sanitätshauptdepot Lorch die Lager in Brandoberndorf (2001) und Germersheim (2005)) und Sanitätsdepots (u. a. St. Ingbert (1997), Isteiner Klotz (2006)) wurden ebenfalls geschlossen.
Von beiden noch bestehenden Lagern werden unter anderem alle Apotheken der Bundeswehr und Bundeswehrkrankenhäuser versorgt.